# Tógaraši
Tógaraši (japonsky: 唐辛子) jsou červené pálivé chilli papričky používané jako koření. 
Předpokládá se, že tógaraši pochází z Mexika případně z Jižní Ameriky. V japonštině slovo tógaraši znamená doslova čínská hořčice, tó (唐) je slovo pro Čínu (specificky za dynastie Tchang), ačkoliv v době, kdy se toto koření do Japonska dostalo, se prefix tó používal jako obecné slovo s významem cizí.
Jiné označení pro tógaraši je taka no cume (鷹の爪, „sokolí spár“). Na Okinawě se drcené tógaraši používalo spolu se sojovou omáčkou, octem mikan a šťávou z shikwasa na kořenění sašimi, na rozdíl od hlavní části Japonska, kde se používá sojová omáčka a wasabi. Tento zvyk přetrval a sašimi tak na Okinawě občas jí dodnes.
Ičimi tógaraši je pojmenování rozemletých tógaraši a v japonské kuchyni slouží jako koření.